# Schweizer Leichtathletik-Hallenmeisterschaften 2011
Die Schweizer Leichtathletik-Hallenmeisterschaften 2011 (auch: SM Halle Aktive) (französisch Championnats suisses d’athlétisme en salle 2011) fanden am 19. und 20. Februar 2011 im Athletik Zentrum in St. Gallen statt.

## Frauen

### 60 m
| Platz | Athletin          | Zeit (s) |
| ----- | ----------------- | -------- |
| 1     | Irene Pusterla    | 7,50     |
| 2     | Mujinga Kambundji | 7,51     |
| 3     | Léa Sprunger      | 7,69     |

### 200 m
| Platz | Athletin          | Zeit (s) |
| ----- | ----------------- | -------- |
| 1     | Mujinga Kambundji | 24,42    |
| 2     | Loretta Miani     | 24,77    |
| 3     | Léa Sprunger      | 23,78    |

### 400 m
| Platz | Athletin          | Zeit (s) |
| ----- | ----------------- | -------- |
| 1     | Delphine Balliger | 56,77    |
| 2     | Gaëlle Overney    | 56,87    |
| 3     | Jessica Martins   | 57,19    |

### 800 m
| Platz | Athletin          | Zeit (min) |
| ----- | ----------------- | ---------- |
| 1     | Selina Büchel     | 2:07,97    |
| 2     | Monika Vogel      | 2:08,69    |
| 3     | Regula Wyttenbach | 2:12,30    |

### 3000 m
| Platz | Athletin        | Zeit (min) |
| ----- | --------------- | ---------- |
| 1     | Tamara Winkler  | 9:47,58    |
| 2     | Livia Burri     | 9:49,85    |
| 3     | Susanne Rüegger | 9:51,66    |

### 60 m Hürden (84,0)
| Platz | Athletin          | Zeit (s) |
| ----- | ----------------- | -------- |
| 1     | Lisa Urech        | 8,08     |
| 2     | Clélia Rard-Reuse | 8,29     |
| 3     | Ellen Sprunger    | 8,47     |

### Hochsprung
| Platz | Athletin          | Höhe (m) |
| ----- | ----------------- | -------- |
| 1     | Beatrice Lundmark | 1,88     |
| 2     | Elisabeth Graf    | 1,77     |
| 3     | Michelle Zeltner  | 1,74     |

### Stabhochsprung
| Platz | Athletin         | Höhe (m) |
| ----- | ---------------- | -------- |
| 1     | Arlette Brülhart | 4,00     |
| 2     | Mélissa Page     | 3,90     |
| 3     | Jessica Botter   | 3,80     |

### Weitsprung
| Platz | Athletin          | Weite (m) |
| ----- | ----------------- | --------- |
| 1     | Irene Pusterla    | 6,57      |
| 2     | Clélia Rard-Reuse | 6,22      |
| 3     | Claudine Müller   | 6,14      |

### Dreisprung
| Platz | Athletin          | Weite (m) |
| ----- | ----------------- | --------- |
| 1     | Barbara Leuthard  | 13,08     |
| 2     | Jeannette Walter  | 12,46     |
| 3     | Alexandra Liechti | 12,43     |

### Kugel (4,00 kg)
| Platz | Athletin     | Weite (m) |
| ----- | ------------ | --------- |
| 1     | Ana Zogovic  | 14,19     |
| 2     | Regula Ryf   | 13,91     |
| 3     | Jasmin Lukas | 13,75     |

## Männer

### 60 m
| Platz | Athlet              | Zeit (s) |
| ----- | ------------------- | -------- |
| 1     | Pascal Mancini      | 6,73     |
| 2     | Reto Amaru Schenkel | 6,79     |
| 3     | Rolf Malcolm Fongué | 6,84     |

### 200 m
| Platz | Athlet            | Zeit (s) |
| ----- | ----------------- | -------- |
| 1     | Marc Schneeberger | 21,37    |
| 2     | Alex Wilson       | 21,57    |
| 3     | Pascal Müller     | 21,76    |

### 400 m
| Platz | Athlet                | Zeit (s) |
| ----- | --------------------- | -------- |
| 1     | Philipp Weissenberger | 49,28    |
| 2     | Karim Manaoui         | 49,66    |
| 3     | Daniele Angelella     | 49,73    |

### 800 m
| Platz | Athlet            | Zeit (min) |
| ----- | ----------------- | ---------- |
| 1     | Raphael Salm      | 1:55,70    |
| 2     | Guillaume Laurent | 1:56,10    |
| 3     | Diego Menzi       | 1:56,26    |

### 1500 m
| Platz | Athlet          | Zeit (min) |
| ----- | --------------- | ---------- |
| 1     | Fabien Visinand | 3:57,25    |
| 2     | Stefan Breit    | 3:58,94    |
| 3     | Raphael Frei    | 4:00,13    |

### 3000 m
| Platz | Athlet                | Zeit (min) |
| ----- | --------------------- | ---------- |
| 1     | Philipp Bandi         | 8:22,77    |
| 2     | Julien Lyon           | 8:26,26    |
| 3     | Johannes Morgenthaler | 8:41,11    |

### 60 m Hürden (106,7)
| Platz | Athlet         | Zeit (s) |
| ----- | -------------- | -------- |
| 1     | Tobias Furer   | 7,86     |
| 2     | Michael Page   | 8,05     |
| 3     | Kariem Hussein | 8,14     |

### Hochsprung
| Platz | Athlet           | Höhe (m) |
| ----- | ---------------- | -------- |
| 1     | Sven Tarnowski   | 2,06     |
| 1     | Nils Wicki       | 2,06     |
| 3     | Matthias Knittel | 2,03     |

### Stabhochsprung
| Platz | Athlet           | Höhe (m) |
| ----- | ---------------- | -------- |
| 1     | Olivier Frey     | 5,20     |
| 2     | Marquis Richards | 5,10     |
| 3     | Roman Brun       | 5,00     |

### Weitsprung
| Platz | Athlet          | Weite (m) |
| ----- | --------------- | --------- |
| 1     | Julien Fivaz    | 7,63      |
| 2     | Michael Bucher  | 7,13      |
| 3     | Andreas Lechner | 6,99      |

### Dreisprung
| Platz | Athlet                   | Weite (m) |
| ----- | ------------------------ | --------- |
| 1     | Alexandre Hochuli        | 16,28     |
| 2     | Alexander Martinez Aimes | 16,14     |
| 3     | Simon Sieber             | 14,81     |

### Kugel (7,26 kg)
| Platz | Athlet        | Weite (m) |
| ----- | ------------- | --------- |
| 1     | Urs Hasler    | 15,32     |
| 2     | Thomas Bigler | 15,01     |
| 3     | Yannis Croci  | 14,90     |